# Take It Off
Take It Off ist ein Lied der US-amerikanischen Sängerin Kesha aus ihrem Debüt-Album Animal. Es ist die vierte offizielle Single aus diesem Album und wurde in den Vereinigten Staaten am 13. Juli 2010 veröffentlicht.

## Hintergrund
Take It Off wurde von Lukasz Gottwald (Dr. Luke), Claude Kelly und Kesha geschrieben und von Lukasz Gottwald mit Gesangsbearbeitung von Emily produziert. Das Lied ist ein schwungvoller Dance-Pop-/Electro-Pop-Song.

## Musikvideo
Die Videopremiere in Deutschland fand am 5. August 2010 bei MyVideo statt. Produzenten des Videos sind Paul Hunter und Dori Oskowitz.
Von ihrer Idee zu diesem Video erzählte Kesha während eines Interviews: „Das Video handelt von mir und allen meinen Hot Babe Vapire Freunden in einem Hotel auf einem anderen Planeten. Dort verwandeln sie sich dann alle in schönen Sternenstaub.“
Zu Beginn des Videos sieht man Kesha auf einem Motorrad. Danach geht sie gefolgt von ihren Freunden zu Fuß durch eine heruntergekommene Gegend bis zu einem Motel auf einem anderen Planeten. Die Freunde laufen, tanzen und springen über das Gelände, während sich Kesha bei einem alten, verrosteten Auto aufhält. Als sich alle um einen leeren Pool im Motel versammeln, rangeln sie und reißen einander an ihrer Kleidung. Als Kesha hinzukommt und sich im Sand wälzt, beginnen ihre Freunde, in Sternenstaub zu zerfallen und anschließend zerfällt auch Kesha selbst.
Es wurde außerdem noch ein zweites Video für den Song produziert, in dem Kesha und Freunde von ihr (unter anderem Jeffree Star) auftreten. In dem Video werden die Tänzer zeitweise als Tiere dargestellt, was eine Anspielung auf den Namen des Albums Animal ist. Kesha selbst ist zu Beginn des Videos sowie am Ende als Gepard zu sehen. Das Video wurde am 7. Oktober 2010 auf Keshas YouTube-Kanal veröffentlicht.

## Live-Performance

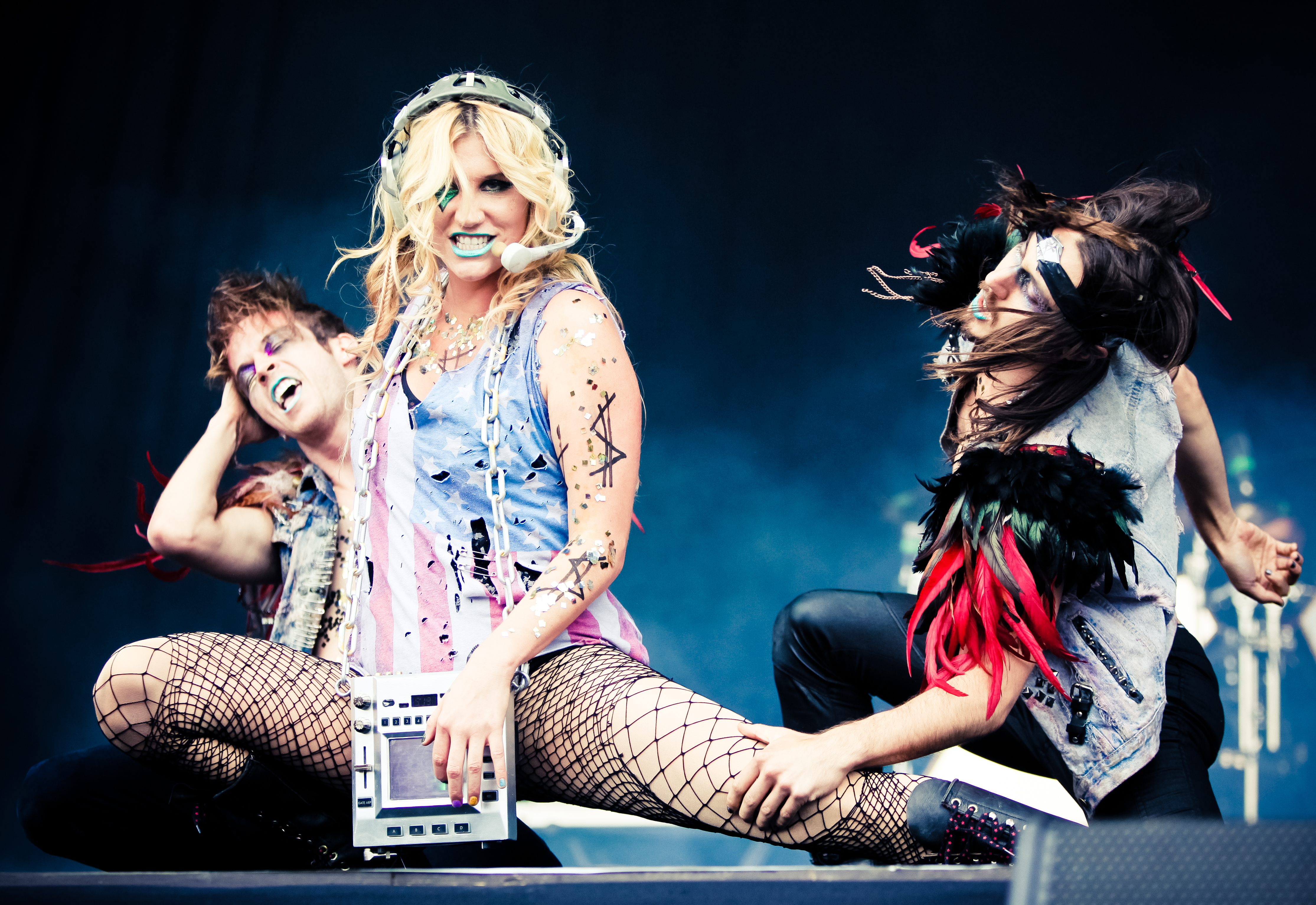
Kesha singt Take It Off auf ihrer „Get Sleazy Tour“ (2011)

Am 13. August 2010 trat Kesha mit Take It Off und den zwei älteren Songs Tik, Tok und Your Love is My Drug bei NBCs Today Show auf. In der Performance trägt sie Stiefel, Netzstrümpfe, Glitter-Shorts und ein loses Tank-Top. Ihre Tänzer sind von Kopf bis Fuß schwarz angekleidet, sie ziehen sich dann aus und haben nur noch Gold-Shirts und Tank-Tops an. Außerdem hat sie das Lied in einem Set für BBC Radio 1's Big Weekend durchgeführt.

## Kommerzieller Erfolg

### Chartplatzierungen
Im Januar 2010 stieg Take It Off durch starke Downloadverkäufe schon vorab in den Billboard Hot 100 auf Platz 85 ein. Nach der Veröffentlichung als Single stieg das Lied am 7. August 2010 in den USA wieder auf Platz 92 ein. Das Lied wurde von Woche zu Woche erfolgreicher und erreichte schließlich nach acht Wochen Platz 8 und wurde damit ein weiterer US-Top-Ten-Hit für Kesha. In Kanada war das Lied auch erfolgreich, erreichte Platz 8 und blieb insgesamt zwölf Wochen in den Charts.
Am 28. August 2010 stieg das Lied in den britischen Charts auf Platz 44 ein. Nach einigen Wochen erreichte das Lied seine Höchstplatzierung von 15. In Neuseeland erreichte Take It Off Platz 10 und wurde dort später mit einer goldenen Schallplatte geehrt. In Australien war das Lied sehr erfolgreich und erreichte nach nur drei Wochen Platz 5, ebenfalls wurde das Lied in Australien mit einer Platin-Schallplatte für Kesha geehrt.
| ChartsChartplatzierungen       | Höchstplatzierung | Wochen |
| ------------------------------ | ----------------- | ------ |
| Vereinigte Staaten (Billboard) | 15 (13 Wo.)       | 13     |
| Vereinigtes Königreich (OCC)   | 8 (20 Wo.)        | 20     |

| ChartsJahrescharts (2010)      | Platzierung |
| ------------------------------ | ----------- |
| Vereinigte Staaten (Billboard) | 59          |

### Auszeichnungen für Musikverkäufe
Im September 2010 wurde das Lied in den Vereinigten Staaten mit einer Platin-Schallplatte für eine Million verkaufte Einheiten ausgezeichnet, dadurch wurde Kesha nach Lady Gaga die zweite Sängerin des Jahres, die vier Millionenseller in einem Jahr erreichte. Im Februar 2011 überschritt das Lied die Zwei-Millionen-Marke und wurde somit Keshas fünftes Lied, dem das gelang. Bis zum Juni 2011 verkaufte sich Take It Off in den Vereinigten Staaten 2.134.000 mal.
| Land/Region                  | Auszeichnungen für Musikverkäufe (Land/Region, Auszeichnung, Verkäufe) | Verkäufe  |
| ---------------------------- | ---------------------------------------------------------------------- | --------- |
| Australien (ARIA)            | 3× Platin                                                              | 210.000   |
| Neuseeland (RMNZ)            | Gold                                                                   | 7.500     |
| Schweden (IFPI)              | Gold                                                                   | 20.000    |
| Südkorea (KMCA)              | —                                                                      | 89.847    |
| Vereinigte Staaten (RIAA)    | 4× Platin                                                              | 4.000.000 |
| Vereinigtes Königreich (BPI) | Gold                                                                   | 400.000   |
| Insgesamt                    | 3× Gold · 7× Platin ·                                                  | 4.727.347 |

Hauptartikel: Kesha/Auszeichnungen für Musikverkäufe